# 爱河站 (黑龙江省)
爱河站位于中华人民共和国黑龙江省牡丹江市陽明區铁岭镇，是滨绥铁路沿线车站，距哈尔滨站362公里，绥芬河站186公里。车站建于1901年，原名乜河站。现隶属于哈尔滨局集团牡丹江车务段，货运办理钢材市场、军专、老磨刀石站油专的运输任务，为四等站。